# 赫奧爾希伊夫卡 (波克羅夫斯克區)
47°57′44″N 37°26′44″E / 47.96222°N 37.44556°E

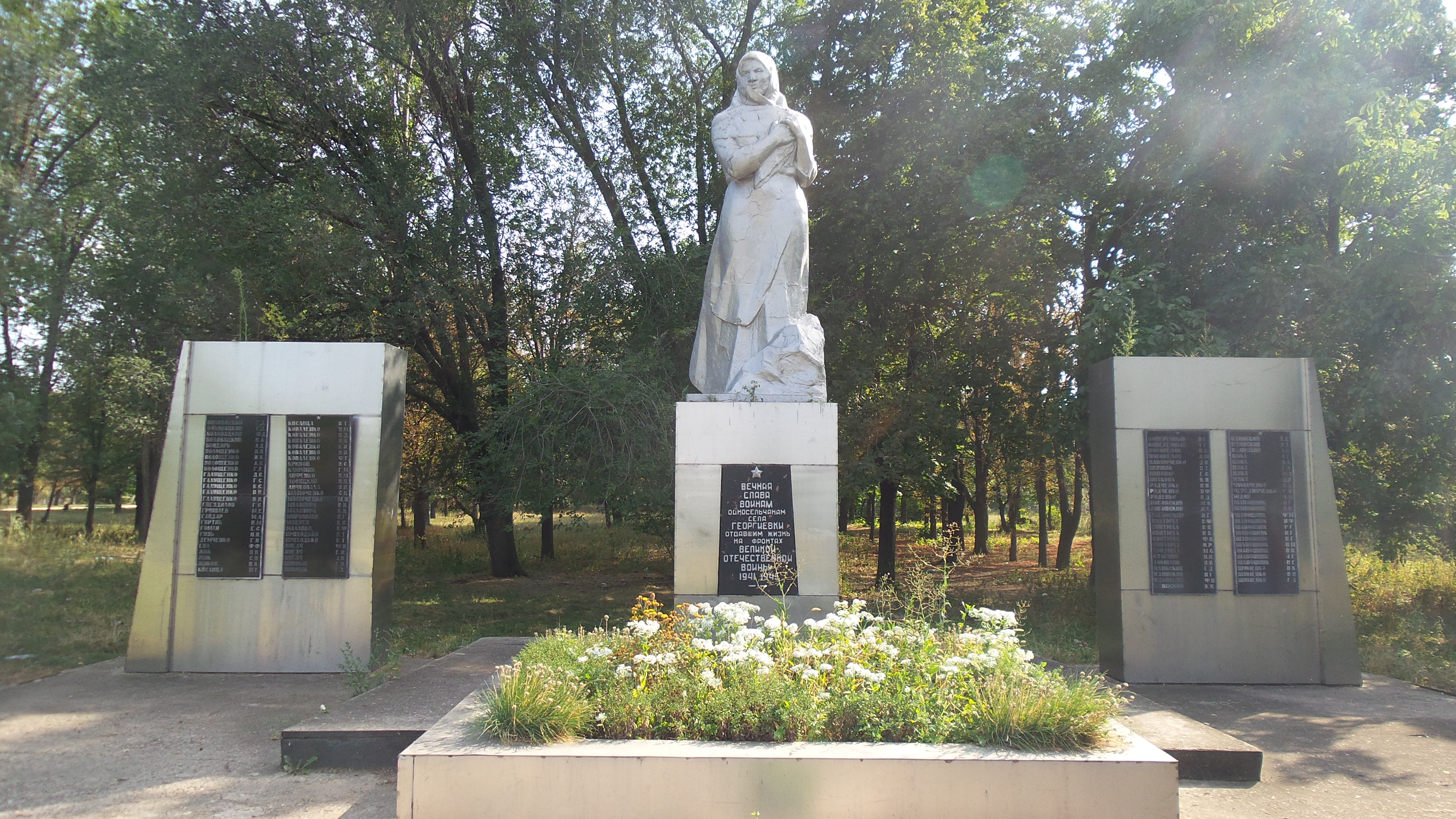
赫奥尔希伊夫卡

赫奥尔希伊夫卡（羅馬化：Heorhiivka），或按俄语名译为格奧爾吉耶夫卡，是位於乌克兰東部的村莊，由顿涅茨克州波克羅夫斯克區的马林卡市镇負責管轄。

## 歷史
在俄乌战争的馬林卡戰役裡，由於該村座落於馬林卡以西，所以屡次受俄方炮擊。截至2023年4月初，烏方仍然控制該村。2024年6月14日，俄罗斯军队占领该村。

## 人口統計
根據 2001年烏克蘭人口普查，村民人口為1167人，他們的母語分配如下：
- 乌克兰语：93.7%
- 俄语：5.7%
- 其他：0.6%